# Reboque para bicicleta

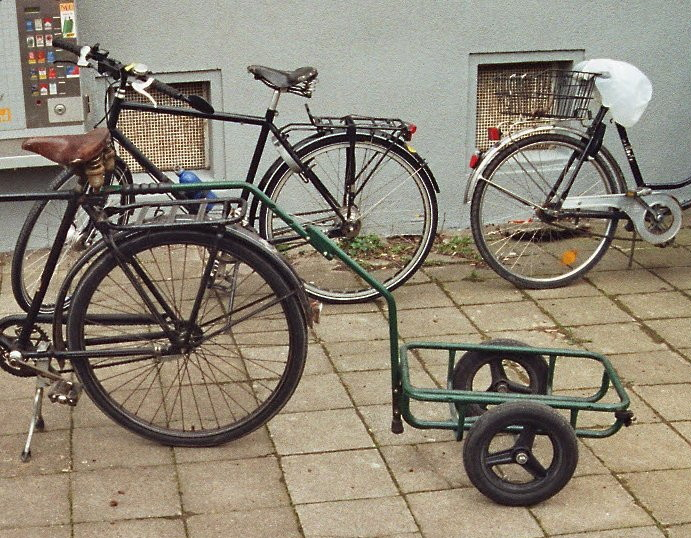
Reboque para bicicleta para pequenas cargas

O Reboque para bicicleta (em inglês: Bicycle trailer) é um reboque que permite transportar cargas com volumes e pesos consideráveis usando uma bicicleta. Esse equipamento amplia em muito a utilidade da bicicleta no dia a dia, já que permite transportar cargas com volumes e pesos consideráveis. Conforme o design do mesmo (uma ou duas rodas), pode transportar ainda animais e pessoas. Em países com redes de ciclovias ou ciclofaixas desenvolvidas, o reboque para bicicleta é usado para transportar crianças, no cicloturismo e - em aplicações urbanas - pelo mensageiro ciclista.
Trata-se de uma solução de mobilidade urbana bastante difundida em países europeus, nomeadamente Benelux, Dinamarca, Alemanha, Inglaterra e França, além dos Estados Unidos e do Canadá.